# Langdon (Kansas)
Langdon és una població dels Estats Units a l'estat de Kansas. Segons el cens del 2000 tenia 72 habitants.

## Demografia
Segons el cens del 2000, Langdon tenia 72 habitants, 30 habitatges, i 18 famílies. La densitat de població era de 213,8 habitants/km².
Dels 30 habitatges en un 23,3% hi vivien nens de menys de 18 anys, en un 46,7% hi vivien parelles casades, en un 10% dones solteres, i en un 40% no eren unitats familiars. En el 40% dels habitatges hi vivien persones soles el 10% de les quals corresponia a persones de 65 anys o més que vivien soles. El nombre mitjà de persones vivint en cada habitatge era de 2,4 i el nombre mitjà de persones que vivien en cada família era de 3,22.
Per edats la població es repartia de la següent manera: un 27,8% tenia menys de 18 anys, un 9,7% entre 18 i 24, un 15,3% entre 25 i 44, un 33,3% de 45 a 60 i un 13,9% 65 anys o més.
L'edat mediana era de 42 anys. Per cada 100 dones de 18 o més anys hi havia 85,7 homes.
La renda mediana per habitatge era de 36.250 $ i la renda mediana per família de 45.833 $. Els homes tenien una renda mediana de 33.750 $ mentre que les dones 14.375 $. La renda per capita de la població era de 17.136 $. Entorn del 22,2% de les famílies i el 24,2% de la població estaven per davall del llindar de pobresa.

## Poblacions més properes
El següent diagrama mostra les poblacions més properes.